# Roger Heman Jr.
Roger Heman Jr. (28 de março de 1932 — 13 de novembro de 1989) é um sonoplasta estadunidense. Venceu o Oscar de melhor mixagem de som na edição de 1976 por Jaws, ao lado de Robert Hoyt, Earl Madery e John Carter.